# Henri Bellechose

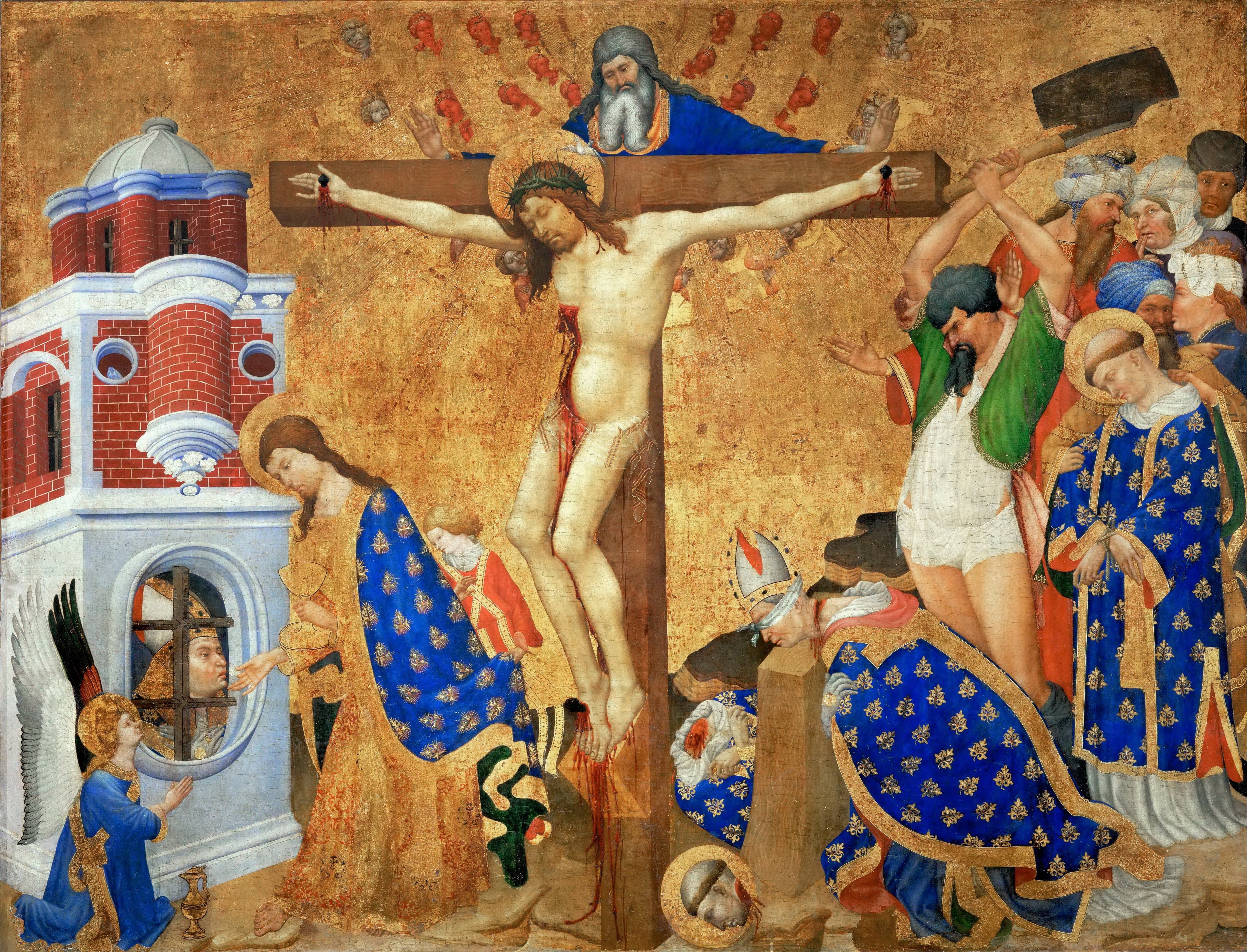
Altartafel aus der Chartreuse Champmol mit Kreuzigung und Vita des hl. Denis

Henri Bellechose (* in Breda; † in Dijon) war ein burgundischer Maler, der aus den Niederlanden stammte.

## Biografie
Henri Bellechose war zwischen 1415 und 1440 als Maler tätig, überwiegend in der Gegend um Dijon. Er war Hofmaler des burgundischen Herzogs Johann Ohnefurcht. Um 1416 vollendete er als Nachfolger von Jean Malouel die Arbeiten am Altarwerk der Chartreuse de Champmol. Es wurde diskutiert, ob Henri bereits vor 1415 als Maler unter Malouel tätig war, ja sogar einzelne Arbeiten mit ihm zusammen anfertigte. 1440 wird er lebend erwähnt, hatte aber offensichtlich zu diesem Zeitpunkt Dijon verlassen. Es wurde spekuliert, ob er den Hof verließ, weil der neue Herzog Philipp der Gute Jan van Eyck und seine Malereien gegenüber dem Stil des früheren 15. Jahrhunderts bevorzugte. Am 28. Januar 1445 war Henri Bellechose bereits verstorben, was die Zeit seines Todes auf die Jahre zwischen den letzten archivalischen Nachrichten in der ersten Hälfte der 1440er Jahre begrenzt.

## Werke
Hauptwerke

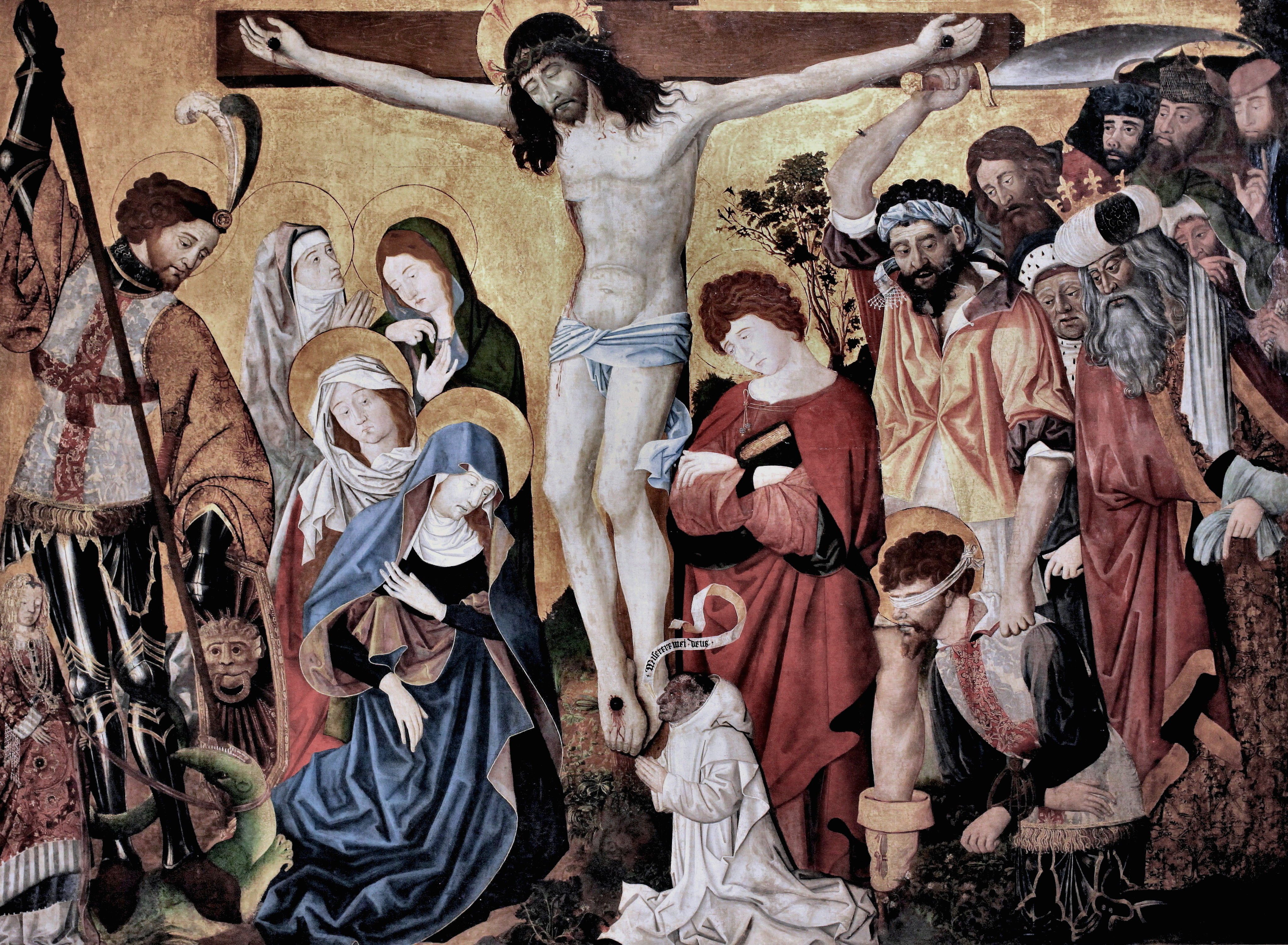
Retabel mit Kreuzigung, hl. Georg und betendem Mönch

- Altartafel aus der Chartreuse Champmol mit Kreuzigung und Vita des hl. Denis, um 1416 (Paris, Louvre, MI 674)[3]
- Retabel mit Kreuzigung, hl. Georg und betendem Mönch, um 1416 (Dijon, Musée des Beaux-Arts)

Diskutierte Zuschreibungen
- Tondo mit einer Pitié de Notre Signeur, 1. Viertel 15. Jhd. (Paris, Louvre, RF 2216)[4]
- Grablegung, 1. Viertel 15. Jhd. (Paris, Louvre, MI 770)[5]